# Monastero di Studion
Il monastero di Studion o Studios è un monastero in rovina in Turchia, a Istanbul. All'interno è presente l'omonima chiesa nonché Catholikon del monastero di San Giovanni di Studios. Fu il monastero cristiano più importante dell'Impero bizantino. Fu fondato a Costantinopoli prima del 454 dal console Studio che lo pose sotto il patrocinio di san Giovanni Battista Prodromos, cioè il "Precursore": era situato verso il limite occidentale della città, nei pressi della porta Aurea, vicino al mar di Marmara; l'annessa chiesa, di cui rimangono solo le rovine che costituiscono i resti più antichi di un edificio religioso della città, fu costruita probabilmente intorno al 450. I suoi monaci erano detti "Studiti".

## Storia

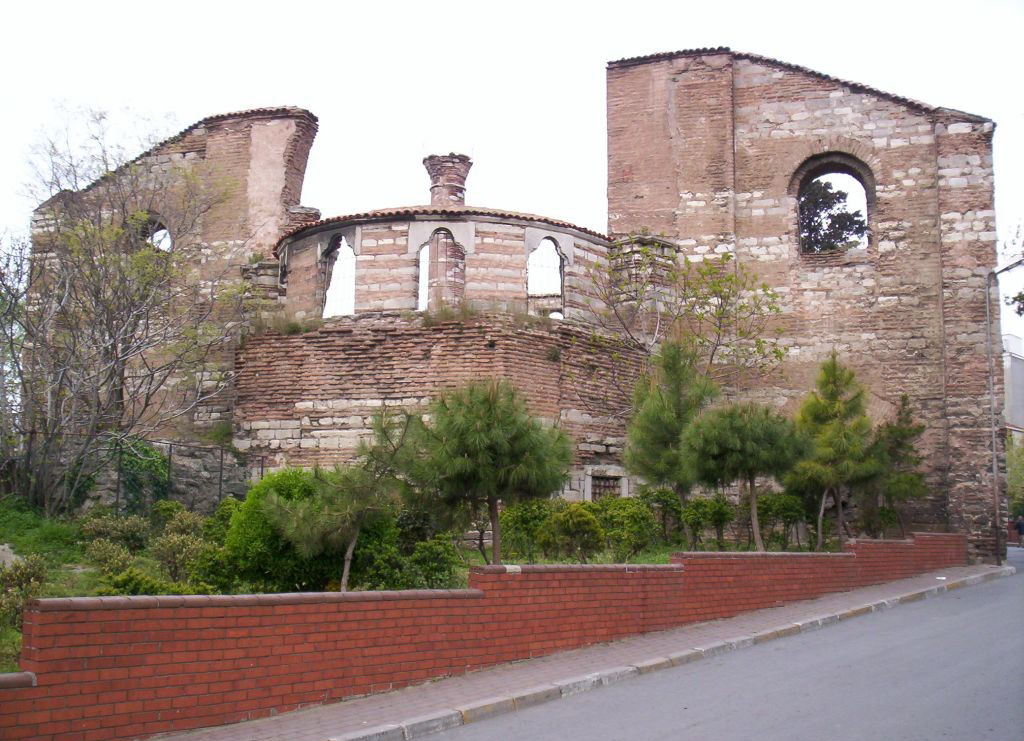
Le rovine del monastero di Studion

Divenne subito baluardo della difesa dell'ortodossia cristiana, opponendosi alle dottrine monofisite contenute nell'Henotikon di Zenone e non aderendo allo scisma di Acacio (484-519); tra l'VIII ed il IX secolo si segnalarono nella lotta contro l'iconoclastia (l'abate Saba vi si oppose duramente nel corso del Concilio di Nicea II, celebrato a Nicea nel 787) entrando anche in conflitto con il patriarca Metodio il Confessore.

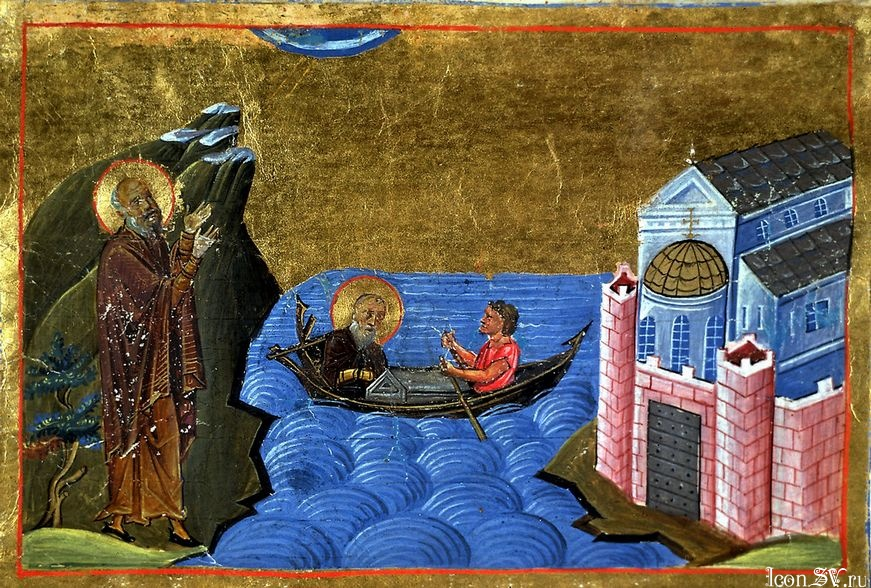
Monastero di San Giovanni di Studios in una illustrazione del Menologio di Basilio II

Sotto la guida dell'igumeno Teodoro Studita († 826), fiero oppositore degli iconoclasti Niceforo I e Leone V l'Armeno, il monastero cercò di essere autosufficiente: nel suo testamento (diatheke), che si ispirava alla regola di Basilio Magno, Teodoro prescrisse che i monaci dovevano dedicarsi ai lavori nei campi o all'allevamento degli animali, alla produzione di oggetti artigianali o alla cucina. L'Hypotyposis ("regola"), codificata da Atanasio l'Atonita sulla base delle prescrizioni di Teodoro, prevedeva anche la lettura individuale di un libro della biblioteca del monastero nei giorni di festa, che forse era permessa anche nei momenti liberi degli altri giorni. In questo modo i monaci non solo venivano formati, ma potevano anche istruire o aiutare persone non appartenenti al monastero in materia di questioni spirituali.
L'importanza del monastero si basa anche sulla sua scuola di scrittura, che esisteva ancora nel 1350, e sulla sua biblioteca. Molti poemi liturgici e opere dogmatiche sono stati scritti nello studio del monastero.
Oltre al patriarca Alessio I Studita, anche il patriarca Antonio III Studita (974-980) proveniva dal monastero. Isacco I Comneno, che divenne poi l'imperatore Isacco I, fu educato qui per ordine dell'imperatore Basilio II; lui e l'imperatore Michele VII si ritirarono qui dopo la loro abdicazione, rispettivamente nel 1059 e nel 1078.
Studion iniziò a decadere con il progressivo declino dell'Impero bizantino: nel 1204 venne saccheggiato dai latini nel corso della quarta crociata, non risorse fino al 1290.
Gli ultimi monaci vennero dispersi e gran parte del monastero venne distrutto dagli ottomani durante la conquista di Costantinopoli nel 1453: la basilica, risalente al V secolo, venne trasformata da Bayezid II nella moschea dell'Imrahor (in turco İmrahor Camii, dove Imrahor era lo stalliere capo del palazzo imperiale). Degli eccezionali mosaici che decoravano il monastero resta solo un frammento con la Testa della Vergine (fine del X secolo) nel Museo Benaki di Atene.
Il typikon studita venne recuperato all'inizio del XX secolo dal metropolita di Leopoli Andrej Szeptycki, fondatore dei Monaci studiti ucraini, continuatori dell'originaria spiritualità di Studion.

## Architettura

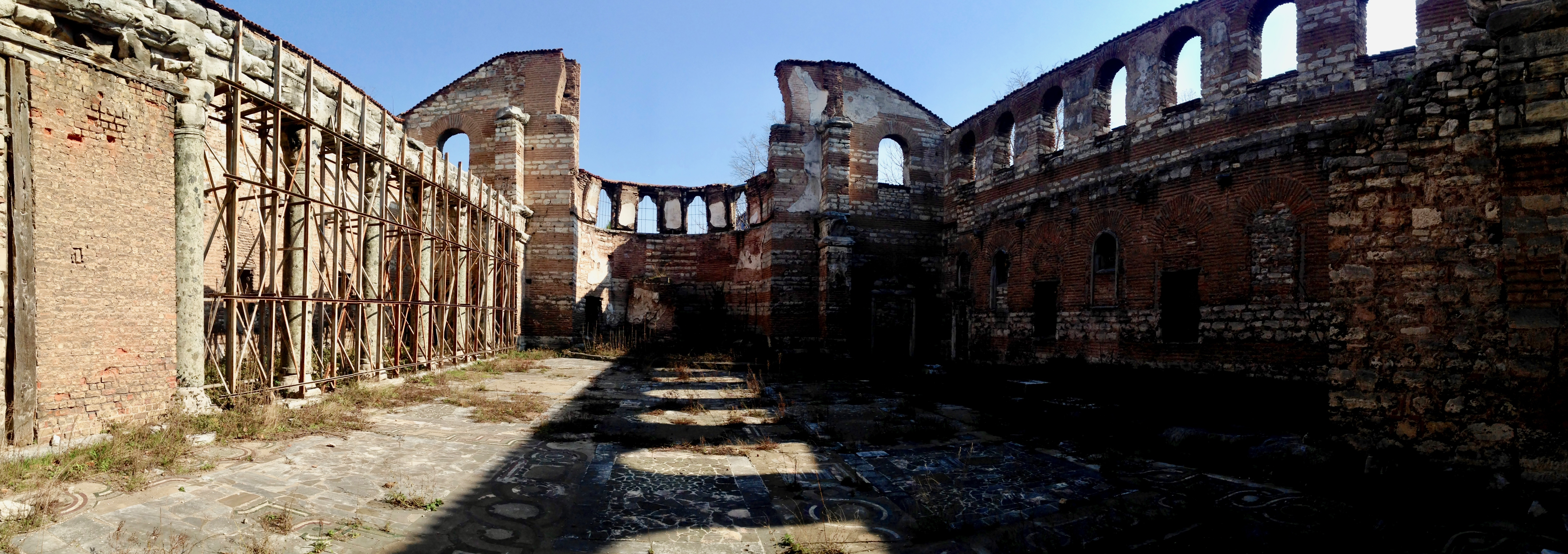
Veduta dell'interno della basilica del monastero

La chiesa era in origine una basilica a tre navate con nartece tripartito, abside poligonale e synthronon. Sei gradini scendevano verso una piccola cripta a croce, non accessibile, con volta a botte. Dopo gli incendi e il terremoto della fine del XIX secolo, la basilica è in stato di rovina. Gli edifici del monastero e la chiesa formavano un atrio, che in origine era circondato da colonnati e che oggi è distrutto, a parte l'originale parete nord a quattro porte. A parte una cisterna, non rimane quasi nulla degli edifici del monastero.
Le pareti della chiesa sono costituite da un'alternanza di tre strati di pietra e cinque strati di mattoni, che porta alla fascia tipica dell'architettura bizantina.